# 托雷莫查德哈德拉克
托雷莫查德哈德拉克，是西班牙卡斯蒂利亚-拉曼恰瓜达拉哈拉省的一个市镇。总面积11平方公里，总人口16人（2001年），人口密度1人/平方公里。